# Rweideh, Idlib
Rweideh, Idlib (tiếng Ả Rập: الرويضة) là một ngôi làng Syria nằm ở Al-Tamanah Nahiyah ở huyện Maarrat al-Nu'man, Idlib. Theo Cục Thống kê Trung ương Syria (CBS), Rweideh, Idlib có dân số 920 trong cuộc điều tra dân số năm 2004.